# Inno Pharma
Inno Pharma er et navn benyttet af den danske virksomhed Diafarm A/S som sælger kosttilskud.
Ud over vitamindråber sælger virksomheden under mærket Inno Pharma en række andre produkter, blandt andet shampoo, fiskeoliekapsler og lakridssugetabs.
Diafarm har siden 2016 haft til i Vejle-bydelen Vinding på en lokalitet med 4.000 kvadratmeter.
Dyrlæge Johannes Gjelstrup er firmaets stifter.
Det er ejet af Sena Holding ApS, Royston ApS og Pimlico ApS og har 20–50 ansatte.
Inno Pharma er medlem af Økologisk Landsforening.
I 2016 blev en række børn forgiftet af D-vitamindråber fra virksomheden.
Fejlen opstod som følge af en regnefejl ved produktionsopstart, der medførte at produktet indeholdt 75 gange den deklarerede mængde.
Virksomheden fik forbud mod produktion og markedsføring af vitamin D-dråber i rapsolie og et bødeforlæg på 90.000 kroner.